# Härskning
Härskning är processen för fullständig eller ofullständig autooxidation eller hydrolys av fetter och oljor när de utsätts för luft, ljus, fukt eller bakteriell påverkan, vilket ger kortkedjiga aldehyder, ketoner och fria fettsyror.
När dessa processer sker i livsmedel kan oönskade lukter och smaker uppstå. I bearbetat kött är dessa smaker gemensamt kända som uppvärmd smak. I vissa fall kan dock smakerna vara önskvärda (som i lagrade ostar). När till exempel smör härsknar bildas bland annat smörsyra, som är en karboxylsyra och denna frigörs när smöret härsknar. Det är smörsyran som luktar illa. Ju fetare livsmedel desto kortare hållbarhet.
Härskning kan också förringa matens näringsvärde, eftersom vissa vitaminer är känsliga för oxidation. I likhet med härskning sker oxidativ nedbrytning även i andra kolväten, såsom smörjoljor, bränslen och mekaniska skärvätskor.

## Förlopp
Fem vägar för härskning är kända: 

### Hydrolytisk härskning
Vid hydrolytisk härskning bryts fettet ned, ofta genom inverkan av lipaser, till fria fettsyror och glycerol. Denna reaktion av lipid med vatten kan kräva en katalysator (såsom ett lipas, eller sura eller alkaliska förhållanden) som leder till bildandet av fria fettsyror och glycerol. I synnerhet är kortkedjiga fettsyror, som smörsyra, illaluktande. När kortkedjiga fettsyror produceras fungerar de själva som katalysatorer, vilket ytterligare accelererar reaktionen, en form av autokatalys.

### Oxidativ härskning
Vid oxidativ härskning krävs närvaro av syre. Värme påskyndar förloppet. Oxidativ härskning av livsmedel förebygges genom sval förvaring och kan förhindras bland annat genom tillsats av antioxidanter.

#### Fri radikaloxidation
Dubbelbindningarna av en omättad fettsyra kan klyvas genom fria radikalreaktioner med molekylärt syre. Denna reaktion orsakar frisättning av illaluktande och mycket flyktiga aldehyder och ketoner. På grund av naturen hos fria radikaler katalyseras reaktionen av solljus. Oxidation sker främst med omättade fetter. Till exempel, även om kött förvaras i kyl eller i fryst tillstånd, kommer det fleromättade fettet att fortsätta att oxidera och sakta härskna. Fettoxidationsprocessen, som potentiellt kan resultera i härskning, börjar omedelbart efter att djuret slaktats och muskel-, intramuskulär-, intermuskulär- och ytfettet exponeras för luftens syre. Denna kemiska process fortsätter under fryst lagring, men långsammare vid lägre temperatur. Oxidativ härskning kan förhindras genom ljustät förpackning, syrefri atmosfär (lufttäta behållare) och genom tillsats av antioxidanter.

#### Enzymkatalyserad oxidation
En dubbelbindning av en omättad fettsyra kan oxideras av syre från luften i reaktioner som katalyseras av växt- eller djurlipoxygenasenzymer, och producerar en hydroperoxid som en reaktiv mellanprodukt, som vid peroxidation av fria radikaler. De slutliga produkterna beror på förhållandena: lipoxygenasartikeln visar att om ett hydroperoxidlyasenzym är närvarande kan det klyva hydroperoxiden för att ge kortkedjiga fettsyror och dikarboxylsyror (av vilka flera först upptäcktes i härskna fetter).

### Mikrobiell
Mikrobiell härskning är en vattenberoende process där mikroorganismer, såsom bakterier eller mögelsvampar, använder sina enzymer som lipaser för att bryta ner fett. Pasteurisering och/eller tillsats av antioxidantingredienser som vitamin E kan minska denna process genom att förstöra eller hämma mikroorganismer.

## Födoämnessäkerhet
Trots oro inom forskarvärlden finns det få data om hälsoeffekterna av härskning eller lipidoxidation hos människor. Djurstudier visar tecken på organskador, inflammation, karcinogenes och avancerad åderförkalkning, även om dosen av oxiderade lipider vanligtvis är större än vad som skulle konsumeras av människor.

Friradikalvägen för den första fasen av den oxidativa härskningen av fetter.

Antioxidanter används ofta som konserveringsmedel i fetthaltiga livsmedel för att fördröja uppkomsten eller bromsa utvecklingen av härskning på grund av oxidation. Naturliga antioxidanter är askorbinsyra (vitamin C) och tokoferoler (vitamin E). Syntetiska antioxidanter är butylerad hydroxianisol (BHA), butylerad hydroxitoluen (BHT), TBHQ, propylgallat och etoxikin. De naturliga antioxidanterna tenderar att vara kortlivade, så syntetiska antioxidanter används när en längre hållbarhet eftersträvas. Effektiviteten hos vattenlösliga antioxidanter är begränsad när det gäller att förhindra direkt oxidation i fetter, men är värdefull för att fånga upp fria radikaler som sprids genom de vattenhaltiga delarna av livsmedel. En kombination av vattenlösliga och fettlösliga antioxidanter är idealisk, vanligtvis i förhållandet mellan fett och vatten.
Dessutom kan härskning minskas genom att lagra fetter och oljor på en sval, mörk plats med liten exponering för syre eller fria radikaler, eftersom värme och ljus påskyndar reaktionshastigheten mellan fett och syre. Antimikrobiella medel kan också fördröja eller förhindra härskning genom att hämma tillväxten av bakterier eller andra mikroorganismer som påverkar processen.
Syrerensningsteknik kan användas för att avlägsna syre från livsmedelsförpackningar och förhindrar därför oxidativ härskning.

## Mätning av oxidativ stabilitet
Oxidativ stabilitet är ett mått på olje- eller fettbeständighet mot oxidation. Eftersom processen sker genom en kedjereaktion har oxidationsreaktionen en period då den är relativt långsam, innan den plötsligt tar fart. Tiden för att detta ska ske kallas "induktionstiden", och den är repeterbar under identiska förhållanden (temperatur, luftflöde, etc.). Det finns ett antal sätt att mäta oxidationsreaktionens fortskridande. En av de mest populära metoderna som används för närvarande (1994) är Rancimatmetoden.
Rancimatmetoden utförs med en luftström vid temperaturer mellan 50 och 220 °C. De flyktiga oxidationsprodukterna (till största delen myrsyra) förs med luftströmmen in i mätkärlet, där de absorberas (löses upp) i mätvätskan (destillerat vatten). Genom kontinuerlig mätning av konduktiviteten hos denna lösning kan oxidationskurvor genereras. Oxidationskurvans spetspunkt (punkten där en snabb ökning av konduktiviteten börjar) anger induktionstiden för härskningsreaktionen och kan tas som en indikation på provets oxidativa stabilitet.
Rancimatmetoden, instrumentet för oxidativ stabilitet (OSI) och oxidografen utvecklades alla som automatiska versioner av den mer komplicerade AOM (aktiv syremetoden), som bygger på att mäta peroxidvärden för att bestämma induktionstiden för fetter och oljor . Med tiden har Rancimatmetoden etablerat sig och den har accepterats i ett antal nationella och internationella standarder, till exempel AOCS Cd 12b-92 och ISO 6886.